# Fiction (高岡亜衣のアルバム)
『fiction』（フィクション）は、高岡亜衣の3枚目のアルバム。

## 概要
- 1年10ヵ月ペースでリリースした本作のアルバムは夏を意識した曲が多い。タイトル通り、「フィクション」をコンセプトにした作品になっている。特に12曲中4曲にGARNET CROWのAZUKI七が作詞を担当した。高岡はこの事について「いろいろな世界観の曲でより盛り上げたいなと思ったので、前々からリスペクトしていたAZUKI七にお願いしました」という[1]。
- 「サラッサ・サラササ」はそれまでの曲の中では1分35秒と最も短く、初めてドラマーを起用した作品。

## 批評
『CDジャーナル』は「生ギターの感触をうまく活かしたAOR調の上品な音作りはさすが。コクは特に感じられないものの、さわやかさは最上級のワインみたいな印象」と評した。

## 収録曲
全作曲:高岡亜衣
1. こいはなび
作詞:高岡亜衣 編曲:中野純吾（ストリングスアレンジ：池田大介）
2. あなたのココロ晴れますように
作詞:高岡亜衣 編曲:岡本仁志
「こいはなび」のカップリング曲。
3. To Beat The Blues
作詞:AZUKI七 編曲:大賀好修
4. Summer Flooding
作詞:AZUKI七 編曲:小林哲
5. Baby one more smile
作詞:高岡亜衣 編曲:寺島良一
6. ごめんね、今でも好きで居ます
作詞:高岡亜衣 編曲:小林哲
7. 最後のプレゼント
作詞:高岡亜衣 編曲:大賀好修
8. Never to Return
作詞:AZUKI七 編曲:大賀好信
9. 心をつないで
作詞:高岡亜衣 編曲:岡本仁志
10. サラッサ・サラササ
作詞･編曲:高岡亜衣
11. 夏のある日に
作詞:AZUKI七 編曲:徳永暁人
12. 千年続く愛
作詞:高岡亜衣 編曲:小林哲

## 参加ミュージシャン
- 高岡亜衣 - ボーカル、ギター
  - 岡本仁志(GARNET CROW) - ギター
  - 大賀好修(OOM・Sensation) - ギター
  - 大楠雄蔵(OOM・Sensation) - キーボード
  - 増崎孝司(B.B.クィーンズ・DIMENSION) - ギター
  - 徳永暁人(XL・doa) - ギター、ベース
  - 大田紳一郎(BAAD・doa) - コーラス
  - 岩井勇一郎(三枝夕夏 IN db) - アコースティックギター、コーラス
  - 亀井俊和(the★tambourines) - ドラム、タンバリン、コーラス
  - 寺島良一 - アコースティックギター、ディレクター